# Налуманго, Мутале
Мутале Налуманго (англ. Mutale Nalumango; род. 1 января 1955) — замбийский государственный и политический деятель. Действующий вице-президент Замбии, вторая женщина в истории, занявшая эту должность. Занимала пост вице-председателя Союза учителей средних школ Замбии, а затем начала политическую карьеру в 2001 году. Впервые стала членом Национальной ассамблеи Замбии в 2001 году как член Движения за многопартийную демократию от избирательного округа Капута. Затем работала заместителем министра информации и заместителем спикера парламента, став первой женщиной, занявшей эту должность.

## Биография
Родилась в 1955 году, по профессии учитель. Работала министром информации и радиовещания в правительстве Леви Мванавасы. На должности министра информации и телерадиовещания Замбии ее действия вызвали обеспокоенность по поводу свободы прессы после того, как полиция провела обыск на Omega TV Ричарда Сакалы после письма, написанного генеральным солиситором Санди Нконде, в котором было указано, что телеканал работает незаконно и должен быть закрыт. 
В 2006 году во время своего второго срока в качестве члена парламента от Капуты баллотировалась на должность заместителя спикера Национальной ассамблеи Замбии и одержала победу, став первой женщиной, занявшей эту должность. После подведения итогов всеобщих выборов 2011 года уступила место в парламенте Максасу Нгонге из Патриотического фронта. Затем присоединилась к Объединённой партии национального развития, где в 2013 году была назначена национальной женщиной-председателем партии и занимала эту должность до февраля 2021 года, когда стала вице-председателем партии.